# Čikurački
Il Čikurački (in russo Чикурачки?) è un vulcano attivo situato sull'isola di Paramušir, nella Grande catena delle Curili (Russia). Appartiene al distretto Severo-Kuril'skij dell'oblast' di Sachalin.
Il Čikurački, alto 1816 m è uno stratovulcano complesso con cratere sommitale e si trova all'estremità settentrionale della catena dei monti Karpinskij. Ha la forma di un cono regolare con un cratere di circa 450 m di diametro.
È uno dei vulcani più attivi delle isole Curili. L'eruzione del 1853 e quella del 1986 (VEI 4) sono state le più forti (eruzioni di tipo pliniano). L'ultima risale al 2023. Nei periodi tra le eruzioni, il vulcano è in uno stato di debole attività fumarolica. La montagna è composta da basalti e andesiti e ha un'età di 40-50 mila anni.